# أدريان غونزاليز موراليس
أدريان غونزاليز موراليس (بالإسبانية: Adrián González Morales) (مواليد 25 مايو 1988 في مدريد - إسبانيا) لاعب كرة قدم إسباني يلعب حاليا لصالح نادي الدرجة الأولى خيتافي الإسباني منذ 2008 في مركز الجناح الأيسر .

## روابط خارجية
- أدريان غونزاليز موراليس على موقع الاتحاد الدولي (مؤرشف)  (الإنجليزية)
- أدريان غونزاليز موراليس على موقع قاعدة بيانات كرة القدم.إي يو (الإنجليزية)
- أدريان غونزاليز موراليس على موقع Soccerbase.com (لاعب) (الإنجليزية)
- أدريان غونزاليز موراليس على موقع Soccerway.com (الإنجليزية)
- أدريان غونزاليز موراليس على موقع عالم كرة القدم.نت (الإنجليزية)
- أدريان غونزاليز موراليس على موقع AS.com (الإسبانية)